# Esper Uchtomskij
Esper Esperovitj Uchtomskij (ryska: Эспер Эсперович Ухтомский), född 14 augusti 1861 i Oranienbaum, död 26 november 1921 i Tsarskoje Selo, var en rysk furste och publicist.
Uchtomskij tjänstgjorde i departementet för kyrkoärenden och sändes till Asien för att studera buddhismen. Hans något idealiserande iakttagelser samlades i verket Ot Kalmytskoj stepi do Buchary (1891). Han ledsagade tronföljaren Nikolaj Alexandrovitj på dennes färd genom Sibirien till Japan 1890-91, och en litterär frukt därav blev det praktfulla verket Putesjevstvie na Vostok Nasljednika Cesarevitja (1893; översatt till franska, tyska och engelska). År 1896 övertog han ledningen för "Sankt-Peterburgskija Vjedomosti", i vilken han på konservativ, lojal grund bekämpade det administrativa godtycket och den kyrkliga intoleransen. Uchtomskij arbetade för ett energiskt ryskt uppträdande i Östasien, var ordförande i rysk-kinesiska bankens styrelse och ledamot av manchuriska järnvägsbolagets styrelse.